# Grete Heckscher
Grete Heckscher (født 8. november 1901 i København, død 6. oktober 1987) var en dansk fægter som deltog i de olympiske lege 1924 i Paris. 
Heckscher vandt en olympisk bronzemedalje i fægtning under OL 1924 i Paris. Hun kom på tredjepladsen i den individuelle konkurrence i fleuret for damer efter sin landsmand Ellen Osiier og Gladys Davis fra Storbritannien.

## OL-medaljer
- 1924  Paris -  Bronze i fægtning, fleuret damer  Danmark